# Ліщина біля села Тополівка
Ліщина бі́ля села́ Тополі́вка. Обхват на рівні ґрунту 4,70 м, висота 9 м, обхват найбільшого стовбура 1,30 м, вісім інших стовбурів трохи менші. До десятка маленьких стовбурів. Можливо вік понад 200 років. На сьогоднішній день — це найстаріший горіх-ліщина в Україні. Біля нього відпочивало багато відомих людей. Зростає біля джерела Ак-Су (Біла Вода) недалеко від с. Тополівка Білогірського району, Крим. Горіху загрожують рекреанти — залазять на нього, ламають гілки, були випадки, коли хотіли зрізати гілки на вудилища. В даний час його охороняє лісник Д. К. Долгополов. Дерево вимагає заповідання, огорожі та установки охоронного знаку.